# Copa Libertadores de Futebol de Areia 2018
A Copa Libertadores de Futebol de Areia de 2018, foi a terceira edição do torneio sul-americano de clubes de futebol de areia. A disputa aconteceu no Parque Olímpico na Barra da Tijuca, Rio de Janeiro, Brasil. A competição contou com doze equipes: dez representantes nacionais dos países afiliados à CONMEBOL, um representante do país-sede e o último 
atual bicampeão da competição, o Vasco da Gama. O evento estava previsto originalmente para Belém no Pará, mas uma mudança de local foi anunciada em 23 de outubro.
O Vitória derrota o Vasco na final na disputa por pênaltis e conquista o título inédito.

## Equipes classificadas
| País                                                    | Equipe          | Classificação                             | Fase           |
| ------------------------------------------------------- | --------------- | ----------------------------------------- | -------------- |
| Argentina · (1 vaga)                                    | Acassuso        | Campeão do Campeonato Argentino de 2018   | Fase de grupos |
| Bolívia · (1 vaga)                                      | Hamacas FC      | Campeão do Campeonato Boliviano de 2018   | Fase de grupos |
| Brasil · (1 vaga + clube-representante + atual campeão) | Vasco da Gama   | Campeão da Copa Libertadores de 2017      | Fase de grupos |
| Brasil · (1 vaga + clube-representante + atual campeão) | Sampaio Corrêa  | Campeão da Copa Brasil 2017-18            | Fase de grupos |
| Brasil · (1 vaga + clube-representante + atual campeão) | Vitória         | Vice-campeão da Copa Brasil 2017-18       | Fase de grupos |
| Chile · (1 vaga)                                        | CODE Iquique    | Campeão do Campeonato Chileno de 2018     | Fase de grupos |
| Colômbia · (1 vaga)                                     | La 25 Export    | Campeão do Campeonato Colombiano de 2018  | Fase de grupos |
| Equador · (1 vaga)                                      | Delfín          | Campeão do Campeonato Equatoriano de 2018 | Fase de grupos |
| Paraguai (1 vaga)                                       | Puerta del Lago | Campeão do Campeonato Paraguaio de 2018   | Fase de grupos |
| Peru · (1 vaga)                                         | Tito Drago      | Campeão do Campeonato Peruano de 2018     | Fase de grupos |
| Uruguai · (1 vaga)                                      | Bella Vista     | Campeão do Campeonato Uruguaio de 2018    | Fase de grupos |
| Venezuela · (1 vaga)                                    | Monagas Dífalo  | Campeão do Campeonato Venezuelano de 2018 | Fase de grupos |

## Fórmula de disputa
Na Fase de Grupos, as doze equipes divididas em três grupos, jogam entre si em turno único dentro de cada grupo. Vitória no tempo regular vale 03 (três) pontos, vitória na prorrogação vale 02 (dois) pontos, enquanto vitória na disputa por pênaltis vale 01 (um) ponto. Os dois primeiros de cada grupo e os dois melhores terceiros colocados classificam-se às Quartas de Finais. Os vencedores disputam a Semifinal e posteriormente disputam a grande Final.

### Critério de desempate
1. Confronto direto
2. Maior saldo de gols
3. Maior número de gols pró (marcados)
4. Menor número de cartões vermelhos
5. Menor número de cartões amarelos
6. Sorteio

## Fase de grupos
|  | Equipes classificadas à Fase Final |
|  | Equipe eliminada                   |

### Grupo A

#### Classificação
| Time            | P | J | V | V+ | D | GP | GC | SG  |
| --------------- | - | - | - | -- | - | -- | -- | --- |
| Vasco da Gama   | 9 | 3 | 3 | 0  | 0 | 26 | 12 | +14 |
| La 25 Export    | 6 | 3 | 2 | 0  | 1 | 14 | 18 | -4  |
| Puerta del Lago | 3 | 3 | 1 | 0  | 2 | 21 | 20 | +1  |
| Delfín          | 0 | 3 | 0 | 0  | 3 | 13 | 24 | -11 |

#### Resultados
| Segunda-feira, 26 de novembro | Vasco da Gama | 10 – 7 | Puerta del Lago | Parque Olímpico, Rio de Janeiro |
|                               |               |        |                 |                                 |

| Segunda-feira, 26 de novembro | Delfín | 5 – 7 | La 25 Export | Parque Olímpico, Rio de Janeiro |
|                               |        |       |              |                                 |

| Terça-feira, 27 de novembro | Vasco da Gama | 7 – 3 | Delfín | Parque Olímpico, Rio de Janeiro |
|                             |               |       |        |                                 |

| Terça-feira, 27 de novembro | Puerta del Lago | 4 – 5 | La 25 Export | Parque Olímpico, Rio de Janeiro |
|                             |                 |       |              |                                 |

| Quarta-feira, 28 de novembro | La 25 Export | 2 – 9 | Vasco da Gama | Parque Olímpico, Rio de Janeiro |
|                              |              |       |               |                                 |

| Quarta-feira, 28 de novembro | Puerta del Lago | 10 – 5 | Delfín | Parque Olímpico, Rio de Janeiro |
|                              |                 |        |        |                                 |

### Grupo B

#### Classificação
| Time           | P | J | V | V+ | D | GP | GC | SG  |
| -------------- | - | - | - | -- | - | -- | -- | --- |
| Sampaio Corrêa | 9 | 3 | 3 | 0  | 0 | 31 | 7  | +24 |
| Hamacas FC     | 3 | 3 | 1 | 0  | 2 | 9  | 11 | -2  |
| Tito Drago     | 3 | 3 | 1 | 0  | 2 | 11 | 18 | -7  |
| CODE Iquique   | 3 | 3 | 1 | 0  | 2 | 7  | 22 | -15 |

#### Resultados
| Segunda-feira, 26 de novembro | Sampaio Corrêa | 7 – 1 | Hamacas FC | Parque Olímpico, Rio de Janeiro |
|                               |                |       |            |                                 |

| Segunda-feira, 26 de novembro | CODE Iquique | 5 – 3 | Tito Drago | Parque Olímpico, Rio de Janeiro |
|                               |              |       |            |                                 |

| Terça-feira, 27 de novembro | Sampaio Corrêa | 14 – 2 | CODE Iquique | Parque Olímpico, Rio de Janeiro |
|                             |                |        |              |                                 |

| Terça-feira, 27 de novembro | Hamacas FC | 3 – 4 | Tito Drago | Parque Olímpico, Rio de Janeiro |
|                             |            |       |            |                                 |

| Quarta-feira, 28 de novembro | Tito Drago | 4 – 10 | Sampaio Corrêa | Parque Olímpico, Rio de Janeiro |
|                              |            |        |                |                                 |

| Quarta-feira, 28 de novembro | Hamacas FC | 5 – 0 | CODE Iquique | Parque Olímpico, Rio de Janeiro |
|                              |            |       |              |                                 |

### Grupo C

#### Classificação
| Time           | P | J | V | V+ | D | GP | GC | SG |
| -------------- | - | - | - | -- | - | -- | -- | -- |
| Vitória        | 7 | 3 | 2 | 1  | 0 | 16 | 9  | +7 |
| Acassuso       | 3 | 3 | 1 | 0  | 2 | 11 | 14 | -3 |
| Bella Vista    | 3 | 3 | 1 | 0  | 2 | 15 | 16 | -1 |
| Monagas Dífalo | 1 | 3 | 0 | 1  | 2 | 16 | 19 | -3 |

#### Resultados
| Segunda-feira, 26 de novembro | Bella Vista | 9 – 7 | Monagas Dífalo | Parque Olímpico, Rio de Janeiro |
|                               |             |       |                |                                 |

| Segunda-feira, 26 de novembro | Acassuso | 1 – 7 | Vitória | Parque Olímpico, Rio de Janeiro |
|                               |          |       |         |                                 |

| Terça-feira, 27 de novembro | Bella Vista | 1 – 4 | Acassuso | Parque Olímpico, Rio de Janeiro |
|                             |             |       |          |                                 |

| Terça-feira, 27 de novembro | Monagas Dífalo | 3 – 4 | Vitória | Parque Olímpico, Rio de Janeiro |
|                             |                |       |         |                                 |

| Quarta-feira, 28 de novembro | Vitória | 5 – 5 | Bella Vista | Parque Olímpico, Rio de Janeiro |
|                              |         |       |             |                                 |

|  |       | Penalidades |
|  | 3 – 2 |             |

| Quarta-feira, 28 de novembro | Monagas Dífalo | 6 – 6 | Acassuso | Parque Olímpico, Rio de Janeiro |
|                              |                |       |          |                                 |

|  |       | Penalidades |
|  | 3 – 1 |             |

## Fase final
|  | Quartas de final | Quartas de final |                |                | Semifinais     | Semifinais     |  |  | Final          | Final |
|  |                  |                  |                |                |                |                |  |  |                |       |
|  | 30 de novembro   |                  |                |                |                |                |  |  |                |       |
|  |                  |                  |                |                |                |                |  |  |                |       |
|  | Vasco da Gama    | 6                |                |                |                |                |  |  |                |       |
|  | Vasco da Gama    | 6                | 01 de dezembro |                |                |                |  |  |                |       |
|  | Bella Vista      | 4                |                |                |                |                |  |  |                |       |
|  | Bella Vista      | 4                | Vasco da Gama  | 5              |                |                |  |  |                |       |
|  | 30 de novembro   |                  | Vasco da Gama  | 5              |                |                |  |  |                |       |
|  |                  | Acassuso         | 4              |                |                |                |  |  |                |       |
|  | Hamacas FC       | Acassuso         | 4              | 2              |                |                |  |  |                |       |
|  | Hamacas FC       |                  | 02 de dezembro | 2              |                |                |  |  |                |       |
|  | Acassuso         | 5                |                |                |                |                |  |  |                |       |
|  | Acassuso         | 5                | Vasco da Gama  | 8 (2)          |                |                |  |  |                |       |
|  | 30 de novembro   |                  | Vasco da Gama  | 8 (2)          |                |                |  |  |                |       |
|  |                  | Vitória          | 8 (3)          |                |                |                |  |  |                |       |
|  | Sampaio Corrêa   | Vitória          | 8 (3)          | 7              |                |                |  |  |                |       |
|  | Sampaio Corrêa   | 01 de dezembro   |                | 7              |                |                |  |  |                |       |
|  | Puerta del Lago  | 2                |                |                |                |                |  |  |                |       |
|  | Puerta del Lago  | 2                | Sampaio Corrêa | 6 (2)          | Terceiro lugar | Terceiro lugar |  |  |                |       |
|  | 30 de novembro   |                  | Sampaio Corrêa | 6 (2)          | Terceiro lugar | Terceiro lugar |  |  |                |       |
|  |                  | Vitória          | 6 (3)          |                |                |                |  |  |                |       |
|  | Vitória          | Vitória          | 6 (3)          | 6              | Acassuso       | 4              |  |  |                |       |
|  | Vitória          |                  |                | 6              | Acassuso       | 4              |  |  |                |       |
|  | La 25 Export     | 0                |                | Sampaio Corrêa | 5              |                |  |  |                |       |
|  | La 25 Export     | 0                |                |                | 5              |                |  |  |                |       |
|  |                  |                  |                |                |                |                |  |  | 02 de dezembro |       |
|  |                  |                  |                |                |                |                |  |  |                |       |

### Quartas de final
| Sexta-feira, 30 de novembro | Hamacas FC | 2 – 5 | Acassuso | Parque Olímpico, Rio de Janeiro |
| 09:45                       |            |       |          |                                 |

| Sexta-feira, 30 de novembro | Sampaio Corrêa | 7 – 2 | Puerta del Lago | Parque Olímpico, Rio de Janeiro |
| 11:15                       |                |       |                 |                                 |

| Sexta-feira, 30 de novembro | Vitória | 6 – 0 | La 25 Export | Parque Olímpico, Rio de Janeiro |
| 15:45                       |         |       |              |                                 |

| Sexta-feira, 30 de novembro | Vasco da Gama | 6 – 4 | Bella Vista | Parque Olímpico, Rio de Janeiro |
| 17:00                       |               |       |             |                                 |

### Semifinais
| Sabado, 01 de dezembro | Sampaio Corrêa | 6 – 6 | Vitória | Parque Olímpico, Rio de Janeiro |
| 10:30                  |                |       |         |                                 |

|  |       | Penalidades |
|  | 2 – 3 |             |

| Sabado, 01 de dezembro | Vasco da Gama | 5 – 4 | Acassuso | Parque Olímpico, Rio de Janeiro |
| 11:15                  |               |       |          |                                 |

### Disputa pelo 3º lugar
| Domingo, 02 de dezembro | Acassuso | 4 – 5 | Sampaio Corrêa | Parque Olímpico, Rio de Janeiro |
| 09:45                   |          |       |                |                                 |

### Final
| Domingo, 02 de dezembro | Vasco da Gama | 8 – 8 | Vitória | Parque Olímpico, Rio de Janeiro |
| 11:15                   |               |       |         |                                 |

|  |       | Penalidades |
|  | 2 – 3 |             |

## Premiações
| Copa Libertadores de Areia de 2018 |
| Brasil                             |
| ---------------------------------- |
| Vitória Campeão (1º título)        |

### Prêmios individuais
| Melhor Jogador           | Melhor Jogador | Melhor Jogador |
| ------------------------ | -------------- | -------------- |
| Bokinha ( Vasco da Gama) |                |                |
| Artilheiro               |                |                |
|                          |                |                |
|                          |                |                |
| Melhor Goleiro           |                |                |
|                          |                |                |

Prêmio Fair Play

## Classificação final
| Pos | Time            | J | V | V+ | D | GP | GC | SG  |
| --- | --------------- | - | - | -- | - | -- | -- | --- |
| 1º  | Vitória         | 6 | 5 | 1  | 0 | 36 | 23 | 13  |
| 2º  | Vasco da Gama   | 6 | 5 | 0  | 1 | 45 | 28 | 17  |
| 3º  | Sampaio Corrêa  | 6 | 5 | 0  | 1 | 49 | 19 | 30  |
| 4º  | Acassuso        | 6 | 2 | 0  | 4 | 24 | 26 | -2  |
| 5º  | Bella Vista     | 4 | 1 | 0  | 3 | 19 | 22 | -3  |
| 6º  | Hamacas FC      | 4 | 1 | 0  | 3 | 11 | 16 | -5  |
| 7º  | Puerta del Lago | 4 | 1 | 0  | 3 | 23 | 27 | -3  |
| 8º  | La 25 Export    | 4 | 2 | 0  | 2 | 14 | 24 | -10 |
| 9º  | Tito Drago      | 3 | 1 | 0  | 2 | 11 | 18 | -7  |
| 10º | CODE Iquique    | 3 | 1 | 0  | 2 | 7  | 22 | -15 |
| 11º | Monagas Dífalo  | 3 | 0 | 1  | 2 | 16 | 19 | -3  |
| 12º | Delfín          | 3 | 0 | 0  | 3 | 13 | 24 | -11 |